# Eristalinus tabanoides
Eristalinus tabanoides är en tvåvingeart som först beskrevs av Jaennicke 1867.  Eristalinus tabanoides ingår i släktet slamflugor, och familjen blomflugor. Inga underarter finns listade i Catalogue of Life.